# Gabriel-Joseph Clément
Pour les articles homonymes, voir Clément.
Le baron Gabriel-Joseph Clément d'Aërzen, né le 29 août 1766 à Catillon-sur-Sambre et mort le 2 août 1812 à Barcelone, est un général français de la Révolution et de l’Empire.

## Biographie
Le Catillonnais commence sa carrière militaire en s'engageant le 18 octobre 1782, comme soldat au régiment des Gardes françaises. Le 1er septembre 1789, il devient grenadier de la garde nationale parisienne, puis, le 7 juin 1790, caporal à la compagnie Cadignan de cette garde. Le 2 janvier 1792, il est grenadier au bataillon de volontaires de Saint-Germain-l'Auxerrois, et il est nommé sous-lieutenant le 1er mars 1793 au 26e régiment de cavalerie. Il est envoyé à l'armée des Pyrénées orientales, et le 18 septembre de la même année il se distingue à la bataille de Peyrestortes. 
Ce coup d'éclat lui vaut d'être nommé provisoirement adjudant-général-chef de bataillon par les représentants en mission près l'armée des Pyrénées orientales. Le 2 novembre 1793, il est de ceux qui chassent les Espagnols du col de Banyuls. Le 8 prairial an II, on le retrouve dans les premiers qui pénètrent dans les retranchements du fort Saint-Elme, et il est blessé pendant l'action. 
Alors qu'il vient d'être nommé chef de brigade, il est victime de rapports calomnieux à son sujet, parvenus au Comité de salut public, il se cache donc dans les rangs de l'armée et sert comme simple volontaire jusqu'après le 9 thermidor, évitant ainsi d'être arrêté. En 1796, il est envoyé à l'armée d'Italie, en tant que capitaine à la 10e demi-brigade de seconde formation, il est réintégré le 25 pluviôse an IV dans son ancien grade et on lui octroie le commandement de Brescia. 
Aide de camp du général Brune en l'an VII, il fait la campagne de Hollande. Adjudant-général-chef de brigade employé à l'armée de Batavie, il se signale à Bergen (3e jour complémentaire (19 septembre 1799). Il est nommé le même jour général de brigade provisoire par Brune, ce que confirme le Directoire. 
Employé à la division Morlot (2e armée de réserve) depuis le 5 thermidor an VIII, il suit Brune à l'armée d'Italie le 1er fructidor an VIII où il prend le commandement de Lucques. Il sert en Toscane et s'empare de Livourne le 16 brumaire an IX. Le 23 septembre 1801, il est mis en non-activité. 
Commandant du département du Nord de 1802 à 1805, puis celui de la Lys de 1805 à 1806, on lui rend le commandement militaire de son département natal le 25 mars 1806. Il est fait chevalier de la Légion d'honneur le 19 frimaire an XII, puis commandant de l'Ordre le 24 prairial suivant. Employé au corps d'observation de l'Escaut le 9 juin 1807, il est envoyé à Walcheren sous Monnet de Lorbeau le 30 septembre.
Le 29 avril 1809, il est à la division Rivaud en Allemagne et passe le 1er juin commandant de la 1re brigade de la division Despeaux au corps de réserve de l'armée d'Allemagne sous Junot. Le 8 août 1809, il est renvoyé à Walcheren, attaquée par les Britanniques.
Il prend part ensuite à la campagne d'Espagne, et il est envoyé le 16 avril 1810 à l'armée de Catalogne. Le 26 février 1811, à Bañolas, le général Clément se félicite du choix d'une position stratégique en ces termes :

« [...]Je m'empresse de vous dire que j'ai toujours tenu une communication etablie avec Bosalà [...] toutes les découvertes se portent en partie sur ce point là [...] aussitôt l'arrivée des troupes que vous m'y annoncez, j'établirai un poste intermédiaire. Je suis content qu'on ce soit décidé à occuper ce point là parce que cela sera d'une grande utilité pour tirer toutes les pailles de ce pays là[...]. »

Le 3 mai 1811, il participe au combat de Campo-Verde (sous Figuières). L'année suivante, sa brigade passe dans la division du général Decaen. Il est tué en duel par le commissaire ordonnateur Bois à Barcelone le 2 août 1812. 
L'Empereur le nomme à titre posthume baron d'Aerzen et de l'Empire le 26 mars 1813, par décret impérial et sans lettres patentes. 

### Vie familiale
Gabriel-Joseph Clément se marie en 1803 avec Arsène Adélaïde Arnoux (1784 † 1863), fille de Claude Arnoux (1751 † 1831 - Cambrai), négociant. Ensemble, ils auront :
- Claude Jean Baptiste Clément d'Aerzen (1804 † 1871), préfet, marié le 9 octobre 1852 avec Louise Amélie, 3e des filles du comte Michel Ordener fils (3 avril 1787 - Huningue † 22 novembre 1862 - Paris), général de division, sénateur, dont :

1. Gabrielle (9 octobre 1853 † 1917), mariée en 1882 avec Albert Joannes (1847 † 1919) ;
2. Gaston (4 janvier 1855 † 10 avril 1867)
3. Charles Gabriel Michel (20 décembre 1856 † 1940), Saint-Cyrien (1876-1878 : (promotion de Plewna), officier d'ordonnance du général de Boisdenemets, chef de bataillon d'infanterie, marié, dont deux filles ;
4. Arsène (une fille) (21 octobre 1857 † 1925), mariée en 1884 avec Paul de Brauer (1855 † 1898) ;
5. une fille ;

- Gabrielle Aline (née en 1807), mariée en 1836 avec Pierre Flourens (13 avril 1794 - Maureilhan † 6 décembre 1867 - Montgeron), physiologiste, membre de l'Institut de France (Académie des sciences (1er décembre 1828), secrétaire perpétuel (12 août 1833), membre de l'Académie française (Fauteuil 29, 20 février 1840)), pair de France, dont postérité.

## État de service
- Engagé comme soldat au régiment des Gardes-Françaises le 18 octobre 1782 ;
- Grenadier dans la Garde nationale de Paris soldée le 1er septembre 1789 ;
- Caporal dans la compagnie Cadignan de la Garde nationale de Paris soldée le 7 juin 1790 ;
- Grenadier volontaire au bataillon de Saint-Germain-l'Auxerrois le 2 janvier 1792[2],[3] ;
- Sous-lieutenant au 26e régiment de cavalerie le 1er mars 1793 ;
- Adjudant-général-chef de bataillon à titre provisoire le 11 octobre 1793 ;
- Adjudant-général-chef de brigade à titre provisoire le 2 novembre 1793 ;
- Capitaine au 10e demi-brigade de deuxième formation le 25 février 1796 ;
- Adjudant-général-chef de brigade le 21 décembre 1798 ;
- Général de brigade à titre provisoire le 19 septembre 1799 ;
- Général de brigade le 26 septembre 1799.

## Campagnes
- Affecté à l'armée de Batavie (21 décembre 1798 - 23 juillet 1800) ;
- Affecté à la 2e armée de réserve (23 juillet 1800 - 19 août 1800) ;
- Commandant à Lucques (19 août 1800 - 23 septembre 1801) ;
- Mis en non-activité le 23 septembre 1801 ;
- Commandant du département du Nord (1802-1805) ;
- Commandant du département de la Lys (1805 - 25 mars 1806) ;
- Commandant du département du Nord (25 mars 1806 - 9 juin 1807) ;
- Affecté au corps d'observation de l'Escaut (9 juin 1807 - 29 avril 1809) ;
- Affecté à l'armée d'Allemagne (29 avril 1809 - 1er juin 1809) ;
- Commandant de la 1re brigade de la 2e division du corps de réserve de l'armée d'Allemagne (1er juin 1809 - 16 avril 1810) ;
- Affecté à l'armée de Catalogne (16 avril 1810 - 2 août 1812).

## Décorations
- Légion d'honneur :
  - Légionnaire le 19 frimaire an XII (11 décembre 1803), puis,
  - Commandant de la Légion d'honneur le 24 prairial an XII (14 juin 1804).

## Titres
- Baron d'Aerzen et de l'Empire le 26 mars 1813, par décret impérial, sans lettres patentes.

## Pensions, rentes, etc.
- Donataire de 4 000 francs sur le bailliage d'Aerzen, dans le Hanovre.

## Armoiries
| Figure | Blasonnement |
|        | Armes du baron Clément et de l'Empire Écartelé : au 1, d'azur, à un mont d'argent, surmonté d'une tête de cheval coupée d'or ; au 2 du quartier des barons militaires de l'Empire ; au 3, de gueules, à trois épées d'argent, garnies d'or, deux posées en sautoir et la troisième brochant en pal, acc. d'une étoile d'argent, brochant sur la lame de l'épée du milieu ; au 4, d'or, à deux palmiers de sinople, posés sur une terrasse du même. Sur le tout de sable à un cœur d'argent, enflammé de gueules., |